# Surprise! (BONNIE PINKの曲)
『Surprise!』は、BONNIE PINKの2枚目のシングル。1996年4月19日に発売された。

## 解説
前作に続き、KING COBRAの井出靖によるプロデュース。オリジナルアルバム未収録だが、後のベスト・アルバム（詳細は後述）には収録された。

## 収録曲
1. Surprise! (6:12)
作詞・作曲：Bonnie Pink　編曲：井上富雄　ストリングス・アレンジ：村山達哉
2. 泡になった (4:57)
作詞・作曲：Bonnie Pink　編曲：井上富雄　ストリングス・アレンジ：村山達哉
3. We've gotta find a way back to love (4:47)
作詞・作曲：Holland-Dozier-Holland　編曲：キハラ龍太郎
Freda Payneの曲のカバー。

## 収録アルバム
- 『Bonnie's Kitchen ＃1』（1.）
- 『Bonnie's Kitchen ＃2』（3.）
- 『Every Single Day -Complete BONNIE PINK (1995-2006) -』（1., 2.）
- 『BONNIE PINK B-side collection (1996-2009)』（2.）
- 『LOVE UNDER THE SUN』（2.‐コンピレーション･アルバムに収録）
- 『One Nation』/インコグニート（2.‐コンピレーション･アルバムにリミックス＜Summer Crusin' Mix＞収録）
- 『middle&mellow:groovy wired of Knife Edge』（2.‐コンピレーション･アルバムにリミックス＜Summer Crusin' Mix＞収録）
- 『LOVE LITE pressents Club Christmas』（3.‐コンピレーション･アルバムに収録）